# Szolnoki Olajbányász
El Szolnoki Olaj KK es un equipo de baloncesto húngaro con sede en la ciudad de Szolnok, que compite en la A Division, la máxima competición de su país. Disputa sus partidos en el Tiszaligeti Sportcsarnok, con capacidad para 3,000 espectadores.

## Historia
El club fue fundado en 1959 bajo el nombre de Alföldi Olajbányász por trabajadores de una planta de producción de petróleo. En el nombre del club figura Olaj, apodo muy común en Hungría. Actualmente, es uno de los clubes hungáros más exitosos, ya que desde 1989 (año en que ascendieron a la 1ª División Húngara), han conquistado 7 ligas (1991, 2007, 2011, 2012, 2014, 2015 y 2016) y 6 copas (2002, 2007, 2011, 2012, 2014 y 2015). El equipo también es famoso por el apoyo incondicional de sus seguidores. 
Durante seis temporadas consecutivas (desde el año 2010 hasta el año 2016), han sido los auténticos dominadores, ganando 5 ligas y 4 copas. En lo que a competiciones europeas se refiere, han quedado dos veces 4º de la extinta EuroChallenge (2012 y 2014), perdiendo en el partido por el tercer puesto contra el Triumph Lyubertsy (87-94) y el Royal Halı Gaziantep (75-87) respectivamente. Durante tres años seguidos (2013, 2014 y 2015), disputaron la ABA Liga, siendo su mejor resultado un 7º puesto en 2015.

## Nombres
| Denominación         | Período       |
| -------------------- | ------------- |
| Alföldi Olajbányász  | 1959-1988     |
| Szolnoki Olajbányász | 1988-1993     |
| Szolnoki Olaj KK     | 1993-2000     |
| MOL Szolnok          | 2000-2004     |
| Szolnoki Olaj KK     | 2004–presente |

## Registro por Temporadas
| Temporada | Competición Doméstica | Competición Doméstica | Competición Doméstica | Competición Doméstica | Copa Húngara | ABA Liga | Competición Europea                             |
| Temporada | División              | Liga                  | Posición              | Play-Offs             | Copa Húngara | ABA Liga | Competición Europea                             |
| --------- | --------------------- | --------------------- | --------------------- | --------------------- | ------------ | -------- | ----------------------------------------------- |
| 2000–01   | 1ª                    | A Division            | 6º                    | Semifinales           | –            | –        | 3ª Copa Korać - Fase de grupos                  |
| 2001–02   | 1ª                    | A Division            | 4º                    | 3ª Plaza              | Campeones    | –        | –                                               |
| 2002–03   | 1ª                    | A Division            | 8º                    | Cuartos de final      | –            | –        | –                                               |
| 2003–04   | 1ª                    | A Division            | 11º                   | –                     | –            | –        | –                                               |
| 2004–05   | 1ª                    | A Division            | 6º                    | Cuartos de final      | –            | –        | –                                               |
| 2005–06   | 1ª                    | A Division            | 8º                    | Cuartos de final      | –            | –        | –                                               |
| 2006–07   | 1ª                    | A Division            | 1º                    | Campeones             | Campeones    | –        | –                                               |
| 2007–08   | 1ª                    | A Division            | 6º                    | Semifinales           | –            | –        | –                                               |
| 2008–09   | 1ª                    | A Division            | 7º                    | Cuartos de final      | –            | –        | –                                               |
| 2009–10   | 1ª                    | A Division            | 4º                    | Semifinales           | –            | –        | –                                               |
| 2010–11   | 1ª                    | A Division            | 1º                    | Campeones             | Campeones    | –        | 3ª EuroChallenge - Fase de grupos               |
| 2011–12   | 1ª                    | A Division            | 3º                    | Campeones             | Campeones    | –        | 3ª EuroChallenge - 4ª Plaza                     |
| 2012–13   | 1ª                    | A Division            | 2º                    | Subcampeones          | Subcampeones | 13º      | 3ª EuroChallenge - Last-16                      |
| 2013–14   | 1ª                    | A Division            | 1º                    | Campeones             | Campeones    | 12º      | 3ª EuroChallenge - 4ª Plaza                     |
| 2014–15   | 1ª                    | A Division            | 2º                    | Campeones             | Campeones    | 7º       | 2ª Eurocup - Fase de grupos                     |
| 2015–16   | 1ª                    | A Division            | 1º                    | Campeones             | Subcampeones | –        | 2ª Eurocup - Last-32                            |
| 2016–17   | 1ª                    | A Division            | 5º                    | Cuartos de final      | Subcampeones | –        | 3ª Basketball Champions League - Fase de grupos |
| 2017–18   | 1ª                    | A Division            |                       |                       |              | –        | 4ª FIBA Europe Cup                              |

## Szolnoki Olaj KK en la ABA Liga
| Equipo              | 2012/2013       | 2013/2014      | 2014/2015      |
| Budućnost VOLI      | 50-75 / 88-63   | 75-84 / 86-77  | 72-81 / 75-68  |
| Cedevita            | 64-59 / 91-86   | 68-67 / 98-87  | 67-74 / 74-73  |
| Cibona              | 75-71 / 97-71   | 63-64 / 87-63  | 89-87 / 96-92  |
| Crvena Zvezda       | 83-96 / 103-74  | 72-77 / 90-64  | 65-89 / 90-47  |
| Igokea              | 78-82 / 86-84   | 79-72 / 72-58  | 63-60 / 66-71  |
| Krka                | 72-69 / 71-56   | 55-63 / 73-67  | 63-59 / 61-71  |
| Levski Sofia        | No participó    | No participó   | 81-67 / 61-82  |
| Mega Leks           | No participó    | 61-66 / 95-89  | 88-77 / 80-85  |
| Metalac             | No participó    | No participó   | 67-51 / 72-65  |
| MZT Skopje Aerodrom | 81-72 / 87-53   | 81-69 / 82-71  | 73-76 / 74-58  |
| Partizan            | 70-68 / 83-69   | 76-71 / 20-0   | 55-60 / 62-55  |
| Radnički            | 66-78 / 97-72   | 101-92 / 82-91 | No participó   |
| Široki              | 69-75 / 102-101 | 71-69 / 76-66  | No participó   |
| Split               | 75-67 / 62-70   | No participó   | No participó   |
| Union Olimpija      | 89-72 / 83-63   | 62-71 / 74-57  | 106-99 / 79-61 |
| Zadar               | 90-76 / 72-54   | 80-75 / 71-67  | 82-81 / 71-64  |
| Posición            | 13º             | 12º            | 7º             |
| Resultado           | (9-17)          | (8-18)         | (12-14)        |

## Szolnoki Olaj KK en competiciones europeas
Liga Europea de la FIBA 1991-92
| 2ª Ronda | Szolnoki Olajbányász | BC Partizan ICN | 65-92 | 89-72 |  |

Copa de Europa de la FIBA 1991-92
| 3ª Ronda | Lisboa e Benfica | Szolnoki Olajbányász | 100-69 | 84-75 |  |

Copa Korać 1992-93
| 1ª Ronda | Shevardeni           | Szolnoki Olajbányász | 65-118 | 101-65 |  |
| 2ª Ronda | Szolnoki Olajbányász | KK Užice             | 2-0    | 0-2    |  |
| 3ª Ronda | Szolnoki Olajbányász | Olympique d'Antibes  | 80-87  | 117-75 |  |

Copa Korać 1993-94
| 2ª Ronda | Szolnoki Olaj KK | KK Zagreb | 61-61 | 101-30 |  |

Copa Korać 1994-95
| 2ª Ronda | Szolnoki Olaj KK | Radio Korasidi | 85-92 | 74-55 |  |

Copa Korać 1995-96
| 1ª Ronda | BC Cenex         | Szolnoki Olaj KK | 0-2   | 2-0    |  |
| 2ª Ronda | Szolnoki Olaj KK | Aris BSA         | 64-66 | 106-72 |  |

Copa Korać 2000-01
| 1ª Ronda       | MOL Szolnok               | SSA Pogoń                   | 110-68 | 95-70  |  |
| 2ª Ronda       | MOL Szolnok               | UKJ Süba                    | 82-68  | 87-87  |  |
| Fase de grupos | Adecco Olympique Lausanne | MOL Szolnok                 | 97-87  | 111-73 |  |
| Fase de grupos | MOL Szolnok               | Telit Pallacanestro Trieste | 97-92  | 102-74 |  |
| Fase de grupos | MOL Szolnok               | Nuova Viola Reggio Calabria | 69-98  | 109-90 |  |

FIBA EuroChallenge 2010-11
| Ronda Clasificatoria | Szolnoki Olaj KK       | Keravnos         | 75-52 | 56-67 |  |
| Fase de grupos       | Spartak St. Petersburg | Szolnoki Olaj KK | 88-70 | 88-72 |  |
| Fase de grupos       | Szolnoki Olaj KK       | BC NN            | 86-82 | 76-62 |  |
| Fase de grupos       | Szolnoki Olaj KK       | BCM Gravelines   | 70-69 | 82-71 |  |

FIBA EuroChallenge 2011-12
| Ronda Clasificatoria | Tampereen Pyrintö    | Szolnoki Olaj KK  | 77-69  | 69-57 |       |  |
| Fase de grupos       | Szolnoki Olaj KK     | Pau Lacq Orthez   | 85-70  | 67-75 |       |  |
| Fase de grupos       | Artland Dragons      | Szolnoki Olaj KK  | 86-78  | 90-85 |       |  |
| Fase de grupos       | Szolnoki Olaj KK     | Keravnos          | 81-93  | 82-91 |       |  |
| Last 16              | Elan Chalon          | Szolnoki Olaj KK  | 85-64  | 90-81 |       |  |
| Last 16              | Szolnoki Olaj KK     | Okapi Aalstar     | 112-76 | 86-84 |       |  |
| Last 16              | Telekom Baskets Bonn | Szolnoki Olaj KK  | 89-75  | 96-94 |       |  |
| Cuartos de final     | BK Ventspils         | Szolnoki Olaj KK  | 82-63  | 82-76 | 78-82 |  |
| Semifinales          | Szolnoki Olaj KK     | Beşiktaş Milangaz | 60-64  |       |       |  |
| 3º y 4º Puesto       | Szolnoki Olaj KK     | Triumph Lyubertsy | 87-94  |       |       |  |

FIBA EuroChallenge 2012-13
| Fase de grupos | EWE Baskets      | Szolnoki Olaj KK     | 87-70 | 67-85 |
| Fase de grupos | Körmend          | Szolnoki Olaj KK     | 92-96 | 83-94 |
| Fase de grupos | BC Timișoara     | Szolnoki Olaj KK     | 80-93 | 77-71 |
| Last 16        | Szolnoki Olaj KK | Gravelines Dunkerque | 75-71 | 82-78 |
| Last 16        | Hapoel Holon     | Szolnoki Olaj KK     | 72-77 | 81-66 |
| Last 16        | Paris Levallois  | Szolnoki Olaj KK     | 93-71 | 74-80 |

FIBA EuroChallenge 2013-14
| Fase de grupos   | Szolnoki Olaj KK | Rilski Sportist      | 73-66 | 76-78 |       |  |
| Fase de grupos   | BC Mureş         | Szolnoki Olaj KK     | 72-85 | 68-76 |       |  |
| Fase de grupos   | Tsmoki-Minsk     | Szolnoki Olaj KK     | 76-68 | 69-68 |       |  |
| Last 16          | Reggio Emilia    | Szolnoki Olaj KK     | 90-68 | 90-78 |       |  |
| Last 16          | Szolnoki Olaj KK | KRKA Novo Mesto      | 65-48 | 89-78 |       |  |
| Last 16          | Cholet Basket    | Szolnoki Olaj KK     | 70-85 | 74-67 |       |  |
| Cuartos de final | Tartu Rock       | Szolnoki Olaj KK     | 87-83 | 80-73 | 60-78 |  |
| Semifinales      | Szolnoki Olaj KK | Triumph Lyubertsy    | 59-61 |       |       |  |
| 3º y 4º Puesto   | Szolnoki Olaj KK | Royal Halı Gaziantep | 75-87 |       |       |  |

Eurocup 2014-15
| Fase de grupos | Szolnoki Olaj KK     | Zenit St Petersburg              | 96-94 | 81-61 |
| Fase de grupos | VEF Riga             | Szolnoki Olaj KK                 | 71-61 | 96-84 |
| Fase de grupos | Szolnoki Olaj KK     | Union Olimpija Ljubljana         | 80-86 | 89-67 |
| Fase de grupos | Khimki Moscow Region | Szolnoki Olaj KK                 | 98-84 | 65-79 |
| Fase de grupos | Szolnoki Olaj KK     | Besiktas Integral Forex Istanbul | 70-73 | 67-68 |

Eurocup 2015-16
| Fase de grupos | PAOK Thessaloniki             | Szolnoki Olaj KK                 | 72-69 | 78-69  |
| Fase de grupos | Szolnoki Olaj KK              | Lietuvos Rytas Vilnius           | 65-89 | 98-99  |
| Fase de grupos | Szolnoki Olaj KK              | Zenit St Petersburg              | 75-84 | 89-64  |
| Fase de grupos | Besiktas Sompo Japan Istanbul | Szolnoki Olaj KK                 | 76-67 | 85-67  |
| Fase de grupos | Szolnoki Olaj KK              | Avtodor Saratov                  | 83-79 | 104-78 |
| Last 32        | Szolnoki Olaj KK              | Dinamo Banco di Sardegna Sassari | 86-75 | 90-74  |
| Last 32        | CAI Zaragoza                  | Szolnoki Olaj KK                 | 88-60 | 70-80  |
| Last 32        | Galatasaray Odeabank Istanbul | Szolnoki Olaj KK                 | 87-59 | 54-74  |

Basketball Champions League 2016-17
| Fase de grupos | AEK Athens             | Szolnoki Olaj KK | 92-49 | 76-89 |
| Fase de grupos | Szolnoki Olaj KK       | Dinamo Sassari   | 73-72 | 97-88 |
| Fase de grupos | MHP Riesen Ludwigsburg | Szolnoki Olaj KK | 99-56 | 81-91 |
| Fase de grupos | Szolnoki Olaj KK       | Partizan NIS     | 55-70 | 77-67 |
| Fase de grupos | Stelmet Zielona Góra   | Szolnoki Olaj KK | 83-63 | 86-75 |
| Fase de grupos | Besiktas Sompo Japan   | Szolnoki Olaj KK | 89-74 | 91-96 |
| Fase de grupos | Szolnoki Olaj KK       | Proximus Spirou  | 74-79 | 92-87 |

FIBA Europe Cup 2017-18
| 1ª Ronda | Szolnoki Olaj KK | Trabzonspor |  |  |

## Palmarés

### Liga
- A Division

-   -  Campeones (8): 1991, 2007, 2011, 2012, 2014, 2015, 2016, 2018

-   - Subcampeones (3): 1993, 2000, 2013
  - Terceros (2): 1995, 1998

### Copa
- Copa Húngara

-   -  Campeones (8): 2002, 2007, 2011, 2012, 2014, 2015, 2018, 2019

-   - Subcampeones (6): 1993, 1994, 1995, 2013, 2016, 2017

### Internacional
- FIBA EuroChallenge

-   - 4ª Plaza (2): 2012, 2014

## Jugadores destacados
| - Andrew Adderly - Mikalai Aliakseyeu - Mladen Džino - Dalibor Stupar - Daniel Soares - Hristo Nikolov - Ryan Wright - Pavel Frána - Lukša Andrić - Veljko Budimir - Stojan Ivković - Bojan Lapov - Branimir Longin - Goran Vrbanc - Sotiris Georgiadis - Bela Adam - Dávid Anda - Márton Báder - Ferenc Bódi - Bence Csák - Georgy Cseh - Milán Csorvási - László Cziczás - Gergely Dávid - Norbert Ecseri - János Eilingsfeld - Márton Fodor - Marcell Frikker - Gábor Fülöp - Henrik Góbi | - Péter Grebenár - Márton Hajdú - Tamás Harazin - Tamás Hartvich - Ákos Horváth - Ákos Keller - Zoltán Kolonics - Gábor Kovács - Péter Kovács - Péter Lakatos - Zsolt Lakosa - Péter Lóránt - Máté Mándity - Tamás Mándoki - Csaba Merész - Tamás Merész - Richárd Mészáros - Gyula Mihajlovics - András Molnár - Balázs Nagy - Dániel Nagy - Dömötör Nagy - István Németh - László Orosz - Balázs Peringer - László Polyák - Artúr Puskás - Sinisa Radonjics - Gábor Rudner - Balázs Simon | - Ernő Sitku - Greg Somogyi - Béla Sonyák - Gábor Soós - Miklós Szabó - Péter Szabó - Gábor Szarvas - Attila Takács - Zoltán Tamas - Ádám Tóth - Zoltán Tóth - Zoltán Trepák - István Varga - Dávid Vojvoda - György Vojvoda - Károly Walke - Krisztián Wittmann - Péter Zsíros - Ernests Kalve - Andrius Jurkūnas - Donatas Sabaliauskas - Rytas Vaišvilą - Miloš Borisov - Nikola Pavličević - Aleksa Popović - Tomasz Celej - Antonio Alexe - Ígor Kurashov - Ousmane Barro - Dragan Aleksić | - Marko Brkić - Marko Derasimović - Božo Đumić - Predrag Joksimović - Slaviša Koprivica - Boris Maljković - Strahinja Milošević - Predrag Pavlović - Radenko Pilčević - Miljan Rakić - Stefan Sinovec - Marko Stajkovski - Igor Majoros - Patrick Melus - Oleksandr Lypovyy - Kyryl Natyazhko - Troy Barnies - Darryl Bryant - Stanley Burrell - Ivory Clark - Jerome Coleman - Aaron Craft - Terrence Davis - Brian Ehlers - James Florence - Quincy Ford - Winsome Frazier - Brandon Gay - Teddy Gipson - Rodney Green | - Dino Gregory - Justin Holiday - Vernard Hollins - Leonard Houston - Lazeric Jones - Thomas Kelley - James Kinney - Marqus Ledoux - Michael Lee - Melvin Levett - Marvett McDonald - Julien Mills - Robert O'Kelley - Chris Oliver - Darryl Parker - Kendrick Perry - Tarik Phillip - Paul Reed - Darius Rice - Ronnie Ross - Brian Stewart - Kip Stone - Derrick Stroud - Kammron Taylor - Jan-Michael Thomas - Ken Tutt - Reggie Ward - Willie Warren - Calvin Watson - Donald Wilson | - Kyle Wilson - Sead Šehović - Goran Filipovićs - Dušan Jelić - Tomislav Ivošev - Luka Marković - Emir Halimić - Perry Petty - Rashad Bell - Jarrod Jones - Obie Trotter - Jamal Basit |